# Юнацька збірна Нової Зеландії з футболу (U-17)
Юнацька збірна Нової Зеландії з футболу (U-17) — національна футбольна збірна Нової Зеландії, що складається із гравців віком до 17 років. Керівництво командою здійснює Футбольна асоціація Нової Зеландії.
Головним континентальним турніром для команди є Юнацький чемпіонат ОФК, який з 2018 року розігрується серед команд з віковим обмеженням до 16 років і успішний виступ на якому дозволяє отримати путівку на Чемпіонат світу (U-17). Також може брати участь у товариських і регіональних змаганнях.
Протягом 1980-х років брала участь у відбіркових турнірах на світову першість у форматі U-16.

## Виступи на міжнародних турнірах

### Юнацький чемпіонат світу (U-17)
| Статистика чемпіонатів світу (U-17) | Статистика чемпіонатів світу (U-17) | Статистика чемпіонатів світу (U-17) | Статистика чемпіонатів світу (U-17) | Статистика чемпіонатів світу (U-17) | Статистика чемпіонатів світу (U-17) | Статистика чемпіонатів світу (U-17) | Статистика чемпіонатів світу (U-17) | Статистика чемпіонатів світу (U-17) | Статистика чемпіонатів світу (U-17) |
| Рік                                 | Раунд                               | Місце                               | І                                   | В                                   | Н                                   | П                                   | Г+                                  | Г-                                  | РГ                                  |
| ----------------------------------- | ----------------------------------- | ----------------------------------- | ----------------------------------- | ----------------------------------- | ----------------------------------- | ----------------------------------- | ----------------------------------- | ----------------------------------- | ----------------------------------- |
| 1985                                | не кваліфікувалася                  | не кваліфікувалася                  | не кваліфікувалася                  | не кваліфікувалася                  | не кваліфікувалася                  | не кваліфікувалася                  | не кваліфікувалася                  | не кваліфікувалася                  | не кваліфікувалася                  |
| 1987                                | не кваліфікувалася                  | не кваліфікувалася                  | не кваліфікувалася                  | не кваліфікувалася                  | не кваліфікувалася                  | не кваліфікувалася                  | не кваліфікувалася                  | не кваліфікувалася                  | не кваліфікувалася                  |
| 1989                                | не кваліфікувалася                  | не кваліфікувалася                  | не кваліфікувалася                  | не кваліфікувалася                  | не кваліфікувалася                  | не кваліфікувалася                  | не кваліфікувалася                  | не кваліфікувалася                  | не кваліфікувалася                  |
| 1991                                | не кваліфікувалася                  | не кваліфікувалася                  | не кваліфікувалася                  | не кваліфікувалася                  | не кваліфікувалася                  | не кваліфікувалася                  | не кваліфікувалася                  | не кваліфікувалася                  | не кваліфікувалася                  |
| 1993                                | не кваліфікувалася                  | не кваліфікувалася                  | не кваліфікувалася                  | не кваліфікувалася                  | не кваліфікувалася                  | не кваліфікувалася                  | не кваліфікувалася                  | не кваліфікувалася                  | не кваліфікувалася                  |
| 1995                                | не кваліфікувалася                  | не кваліфікувалася                  | не кваліфікувалася                  | не кваліфікувалася                  | не кваліфікувалася                  | не кваліфікувалася                  | не кваліфікувалася                  | не кваліфікувалася                  | не кваліфікувалася                  |
| 1997                                | груповий етап                       | 16-те                               | 3                                   | 0                                   | 0                                   | 3                                   | 0                                   | 22                                  | –22                                 |
| 1999                                | груповий етап                       | 11-те                               | 3                                   | 1                                   | 0                                   | 2                                   | 3                                   | 8                                   | –5                                  |
| 2001                                | не кваліфікувалася                  | не кваліфікувалася                  | не кваліфікувалася                  | не кваліфікувалася                  | не кваліфікувалася                  | не кваліфікувалася                  | не кваліфікувалася                  | не кваліфікувалася                  | не кваліфікувалася                  |
| 2003                                | не кваліфікувалася                  | не кваліфікувалася                  | не кваліфікувалася                  | не кваліфікувалася                  | не кваліфікувалася                  | не кваліфікувалася                  | не кваліфікувалася                  | не кваліфікувалася                  | не кваліфікувалася                  |
| 2005                                | знялася                             | знялася                             | знялася                             | знялася                             | знялася                             | знялася                             | знялася                             | знялася                             | знялася                             |
| 2007                                | груповий етап                       | 24-те                               | 3                                   | 0                                   | 0                                   | 3                                   | 0                                   | 13                                  | –13                                 |
| 2009                                | 1/8 фіналу                          | 16-те                               | 4                                   | 0                                   | 3                                   | 1                                   | 3                                   | 8                                   | –5                                  |
| 2011                                | 1/8 фіналу                          | 13-те                               | 4                                   | 1                                   | 1                                   | 2                                   | 4                                   | 8                                   | –4                                  |
| 2013                                | груповий етап                       | 24-те                               | 3                                   | 0                                   | 0                                   | 3                                   | 0                                   | 11                                  | –11                                 |
| 2015                                | 1/8 фіналу                          | 15-те                               | 4                                   | 1                                   | 1                                   | 2                                   | 3                                   | 8                                   | –5                                  |
| 2017                                | груповий етап                       | 17-те                               | 3                                   | 0                                   | 1                                   | 2                                   | 4                                   | 8                                   | –4                                  |
| 2019                                | груповий етап                       | 22-ге                               | 3                                   | 1                                   | 0                                   | 2                                   | 2                                   | 5                                   | –3                                  |
| 2021                                | не визначено                        | не визначено                        | не визначено                        | не визначено                        | не визначено                        | не визначено                        | не визначено                        | не визначено                        | не визначено                        |
| Усього                              | 9/19                                | 0 титулів                           | 27                                  | 3                                   | 6                                   | 18                                  | 17                                  | 86                                  | –69                                 |

### Юнацький чемпіонат ОФК
| Юнацький чемпіонат ОФК (U-17) | Юнацький чемпіонат ОФК (U-17) | Юнацький чемпіонат ОФК (U-17) | Юнацький чемпіонат ОФК (U-17) | Юнацький чемпіонат ОФК (U-17) | Юнацький чемпіонат ОФК (U-17) | Юнацький чемпіонат ОФК (U-17) | Юнацький чемпіонат ОФК (U-17) | Юнацький чемпіонат ОФК (U-17) |
| Рік                           | Раунд                         | І                             | В                             | Н                             | П                             | Г+                            | Г-                            | РГ                            |
| ----------------------------- | ----------------------------- | ----------------------------- | ----------------------------- | ----------------------------- | ----------------------------- | ----------------------------- | ----------------------------- | ----------------------------- |
| 1983                          | віце-чемпіон                  | 5                             | 3                             | 1                             | 1                             | 7                             | 2                             | +5                            |
| 1986                          | віце-чемпіон                  | 4                             | 2                             | 2                             | 0                             | 3                             | 1                             | +2                            |
| 1989                          | віце-чемпіон                  | 4                             | 3                             | 0                             | 1                             | 18                            | 5                             | +13                           |
| 1991                          | віце-чемпіон                  | 4                             | 2                             | 1                             | 1                             | 9                             | 3                             | +6                            |
| 1993                          | третє місце                   | 3                             | 2                             | 0                             | 1                             | 16                            | 3                             | +13                           |
| 1995                          | віце-чемпіон                  | 4                             | 2                             | 1                             | 1                             | 6                             | 3                             | +3                            |
| 1997                          | переможець                    | 5                             | 5                             | 0                             | 0                             | 15                            | 1                             | +14                           |
| 1999                          | не брала участь               | не брала участь               | не брала участь               | не брала участь               | не брала участь               | не брала участь               | не брала участь               | не брала участь               |
| / 2001                        | віце-чемпіон                  | 6                             | 4                             | 0                             | 2                             | 14                            | 10                            | +4                            |
| / 2003                        | груповий етап                 | 5                             | 2                             | 2                             | 1                             | 19                            | 4                             | +15                           |
| 2005                          | знялася                       | знялася                       | знялася                       | знялася                       | знялася                       | знялася                       | знялася                       | знялася                       |
| 2007                          | переможець                    | 3                             | 3                             | 0                             | 0                             | 7                             | 0                             | +7                            |
| 2009                          | переможець                    | 3                             | 3                             | 0                             | 0                             | 7                             | 0                             | +7                            |
| 2011                          | переможець                    | 5                             | 5                             | 0                             | 0                             | 15                            | 1                             | +14                           |
| 2013                          | переможець                    | 5                             | 5                             | 0                             | 0                             | 23                            | 3                             | +20                           |
| / 2015                        | переможець                    | 7                             | 6                             | 1                             | 0                             | 36                            | 7                             | +29                           |
| 2017                          | переможець                    | 5                             | 5                             | 0                             | 0                             | 28                            | 2                             | +26                           |
| Юнацький чемпіонат ОФК (U-16) |                               |                               |                               |                               |                               |                               |                               |                               |
| Рік                           | Раунд                         | І                             | В                             | Н                             | П                             | Г+                            | Г-                            | РГ                            |
| 2018                          | переможець                    | 5                             | 3                             | 1                             | 1                             | 16                            | 9                             | +7                            |
| Усього                        | 8 титулів                     | 68                            | 50                            | 9                             | 9                             | 211                           | 52                            | +185                          |